# 2001 Ајнштајн
2001 Ајнштајн (њем. Einstein) је астероид чија средња удаљеност од Сунца износи 1,933 астрономских јединица (АЈ).
Апсолутна магнитуда астероида је 12,85.